# Paolo Borchia
Paolo Borchia (ur. 27 maja 1980 w m. Negrar) – włoski polityk i politolog, poseł do Parlamentu Europejskiego IX i X kadencji.

## Życiorys
W 2005 ukończył studia z zakresu nauk politycznych na Uniwersytecie Padewskim. Pracował przez kilka lat w różnych przedsiębiorstwach w Weronie. Działacz Ligi Północnej. Od 2010 do 2016 był asystentem europosła Lorenza Fontany. Następnie został doradcą frakcji parlamentarnej Europa Narodów i Wolności.
W wyborach w 2019 uzyskał mandat deputowanego do Parlamentu Europejskiego IX kadencji. W 2024 utrzymał go na kolejną kadencję (gdy Roberto Vannacci zdecydował się objąć mandat z innego okręgu).